# Championnats d'Afrique de tir 2010
Navigation
Le Caire 2007 Le Caire/Rabat 2011
Les championnats d'Afrique de tir 2010 sont la 9e édition des championnats d'Afrique de tir. Ils ont lieu du 20 au 28 mars 2010 à Tipaza, en Algérie,
l'Algérie prend la tête du classement général avec 21 médailles dont 6 en or, 12 en argent et 3 en bronze suivie de la Tunisie à la deuxième place avec 11 médailles dont 6 en or, 2 en argent et 3 en bronze, alors que le Sénégal a pris la troisième lace avec 5 médailles dont 2 en or, 2 en argent et 1 en bronze. La Libye de son côté vient à la quatrième place avec 12 médailles dont 2 en or, 1 en argent et 9 en bronze. Le troisième pays maghrébin, le Maroc en l'occurrence, occupe la cinquième place avec un total de 2 médailles seulement dont 1 en or et 1 en bronze. L'Afrique du Sud totalise, elle aussi, deux médailles seulement dont 1 or et 1 en argent. Le Soudan vient à la dernière place avec une seule médaille en bronze.

## Nations participantes
8 nations participent à la compétition :
- Afrique du Sud
- Algérie
- Cameroun
- Égypte
- Libye
- Maroc
- Sénégal
- Tunisie

## Médaillés

### Hommes
Les médaillés sont les sportifs suivants,,, :
| Épreuves                                 | Or                                                                    | Argent                                                             | Bronze                           |
| ---------------------------------------- | --------------------------------------------------------------------- | ------------------------------------------------------------------ | -------------------------------- |
| Carabine à 10 m air comprimé             | Martinus Jacobus Francis (RSA)                                        | Andre Daniel Prinsloo (RSA)                                        | Mahmud Benwali (LBA)             |
| Carabine à 10 m air comprimé par équipes | Libye                                                                 | Algérie Mohamed Djari Fethi Amari Al Kader Bensouna                | Sénégal                          |
| Carabine à 50 m couché                   | Mohamed Djari (ALG)                                                   | Fethi Amari (ALG)                                                  | Adel Grish (LBA)                 |
| Carabine à 50 m couché par équipes       | Algérie Mohamed Djari Fethi Amari Adel Lecheheb                       | Sénégal                                                            | Libye                            |
| Pistolet à 10 m air comprimé             | Mohamed Habib El Oued (TUN)                                           | Fateh Ziadi (ALG)                                                  | Ibrahim Madihen (LBA)            |
| Pistolet à 10 m air comprimé par équipes | Tunisie                                                               | Algérie Fateh Ziadi Adel Lecheheb Tayeb Mehali                     | Libye                            |
| Pistolet à 50 m                          | Fateh Ziadi (ALG)                                                     | Badreddine Khelifi (ALG)                                           | Nacer Guerroudj (ALG)            |
| Pistolet à 50 m par équipes              | Algérie Fateh Ziadi Badreddine Khelifi Nacer Guerroudj                | Sénégal                                                            | Soudan                           |
| Trap                                     | Mustafa Ahneish (LBA)                                                 | Mokhtar Ali Benali (ALG)                                           | Fahd Jelaili (MAR)               |
| Trap par équipes                         | Maroc                                                                 | Algérie Mokhtar Ali Benali Belkacem Belhouchet Abdelkader Gouasmia | Libye                            |
| Double trap                              | Mokhtar Ould Mokhtar (ALG)                                            | Lounis Ferrat (ALG)                                                | Mehdi Aladin Hassan Khodja (ALG) |
| Double trap par équipes                  | Algérie Mokhtar Ould Mokhtar Lounis Ferrat Mehdi Aladin Hassan Khodja | Tunisie                                                            | Libye                            |
| Skeet                                    | Clément Fakhoury (SEN)                                                | Madjid Ferrat (ALG)                                                | Ahmed Dhia Ouederni (TUN)        |
| Skeet par équipes                        | Sénégal                                                               | Algérie Madjid Ferrat Younes Aissaoui benaissa belguitar           | Tunisie                          |

### Femmes
Les médaillées sont les sportives suivantes,,, :
| Épreuves                                 | Or                 | Argent                                                 | Bronze                                             |
| ---------------------------------------- | ------------------ | ------------------------------------------------------ | -------------------------------------------------- |
| Carabine à 10 m air comprimé             | Meriam Riahi (TUN) | Souad Yahiaoui (ALG)                                   | Gumana Ben Wali (LBA)                              |
| Carabine à 10 m air comprimé par équipes | Tunisie            | Libye                                                  | Algérie Souad Yahiaoui Hiba Merzouk Zineb Hamdaoui |
| Pistolet à 10 m air comprimé             | Olfa Charni (TUN)  | Olfa Bouaziz (TUN)                                     | Noura Nasri (TUN)                                  |
| Pistolet à 10 m par équipes              | Tunisie            | Algérie Yamina Lalouet Siham Maouche Mabrouka Bouaiche | Libye                                              |